# سرگئی کافتارادزه
سرگئی کافتارادزه  (زاده ۱۵ اوت ۱۸۸۵ − درگذشته ۱۷ اکتبر ۱۹۷۱) سیاستمدار و دیپلمات گرجی‌تبار، شوروی بود. مدتی به عنوان صدر جمهوری سوسیالیستی گرجستان شوروی و چند سال به عنوان دادستان کل اتحاد جماهیر شوروی سوسیالیستی خدمت کرد. 
او در بخش بزرگی از جنگ جهانی دوم معاون کمیسر خارجه ویاچسلاو مولوتوف بود. در سال۱۳۲۳- ۱۹۴۴ به ایران فرستاده شد، موضع جنجالی او به سرنگونی کابینه محمد ساعد کمک کرد. در برانگیختن شورش در آذربایجان و کردستان ایران نقش داشت.
آخرین شغل رسمی او سفیر در رومانی بود، ارتباط نزدیکی با جناح حزب کمونیست رومانی که حول آنا پائوکر تشکیل شده بود داشت و در تسهیل تقلب در انتخابات عمومی ۱۹۴۶ نقش داشت.

## مأموریت به ایران
در شهریور ۱۳۲۳ -سپتامبر ۱۹۴۴، به ایران آمد، جایی که سه سال پس از تهاجم انگلیس و شوروی، قرار بود برای شوروی در اخذ نفت شمال تلاش کند. او به نخست‌وزیر محمد ساعد نزدیک شد و از او خواست که به جستجوگران نفت شوروی در شمال ایران مجوز دهد. ساعد که تا آن زمان درگیر با چپ افراطی توده و نیروهای ملی‌گرا بود و به شرکت‌های انگلیسی و آمریکایی امکان افتتاح میدان نفتی در کشور داده بود، به درخواست نماینده پاسخ مثبت نداد. کافتارادزه سپس به تهدید متوسل شد، به ویژه در دیدار با شاه تهدیداتی کرد. همزمان، نیروهای ارتش سرخ در ایران، عبور نیروهای ایرانی را با مشکل مواجه کردند و از تظاهرات حزب توده در مقابل مجلس حضور داشتند.
در نتیجه محمد ساعد در ۲۰ آبان ۱۳۲۳–۹ نوامبر ۱۹۴۴ استعفا داد و مرتضی قلی بیات جایگزین او شد.در ماه دسامبر، علی‌رغم مخالفت حزب توده، محمد مصدق با موفقیت قانونی را به تصویب رساند که به موجب آن هیچ مقام دولتی حق اعطای میدان‌های ایرانی به خارجی را بدون تأیید مجلس ندارد. کافتارادزه به آن اعتراض کرد و مدعی شد که این تغییر علیه اتحاد جماهیر شوروی است، اما بیات از مذاکره مجدد امتناع کرد و او بدون نتیجه به مسکو بازگشت.
در تیرماه ۱۳۲۴-ژوئن ۱۹۴۵، مولوتف، کافتارادزه و میر جعفر باقروف، توسط کمیته مرکزی شوروی دستور گرفتند یک شورش تجزیه طلبانه در آذربایجان ایران را آماده کنند. این منجر به حکومت خلق آذربایجان به رهبری جعفر پیشه‌وری، و نیز آشوب در میان کردها و تشکیل جمهوری مهاباد به رهبری قاضی محمد شد (هر دو رژیم در عرض چند ماه با مداخلات ایران سرکوب شدند).